# Guido Hoffmann (Musiker)
Guido Hoffmann (* 9. September 1964 in Bohlsbach, Offenburg) ist ein deutscher Schlagersänger.

## Leben
Guido Hoffmann schloss nach der Schule eine Ausbildung zum Kaufmann im Groß- und Außenhandel erfolgreich ab. Anschließend bewarb er sich mit mehreren Demobändern bei kleineren und mittleren Plattenverlagen. Nachdem er von Mediaphon unter Vertrag genommen wurde, produzierten Howard O’Melley und Thorsten Schotten für ihn sein erstes Album Die erste Singleauskopplung erschien 1995 mit Hallo Du!. Das gleichnamige Album wurde ein Jahr später veröffentlicht.
Seitdem hat er mit Himalaya (2001), Zwei Fremde (2003) und Sommersymphonie (2006) und dem Best Of (2011) vier weitere Alben veröffentlicht, wobei insbesondere seine Lieder Die Legende von Culloden Moor und Rosen im Schnee für seinen Durchbruch sorgten.

## Diskografie (Auswahl)
- Laß die Liebe entflammen / Was ist gescheh’n (7″-Single, Mediaphon, 1991)
- Agata / Mein Engel (CD-Single, Mediaphon, 1991)
- Hallo Du / Ich lass’ all’ meine Träume bei dir / Gefühle lügen nie (CD-Single, Sound Around, 1995)
- Und mein Herz schlägt einen Purzelbaum / Wenn die Sehsucht erwacht (CD-Single, Sound Around, 1995)
- Hallo Du! (Album, Sound Around, 1996)
- Ohne dich geht gar nichts mehr / Denn für die Liebe braucht es zwei (CD-Single, Sound Around, 1996)
- Himalaya (Album, 2001)
- Zwei Fremde (Album, 2003)
- Sommersymphonie (Album, 2006)
- Best of (Kompilation, 2011)